# Ляйтнер, Людвиг
Людвиг «Люгги» Ляйтнер (нем. Ludwig „Luggi“ Leitner, 24 февраля 1940, Миттельберг, Форарльберг, нацистская Германия — 21 марта 2013, Миттельберг, Форарльберг, Австрия) — западногерманский горнолыжник, чемпион мира.

## Спортивная биография
Родился в семье горняка, заниматься лыжами стал с двухлетнего возраста. В 1958 году принял участие в национальном чемпионате по горнолыжному спорту, выступая ещё за Австрию. В 1959 году принял немецкое гражданство и выступал за объединённую сборную Германии на зимних Играх в Скво-Вэлли, занял четвёртое место в слаломе и пятое — в зимней комбинации.
На чемпионате мира 1962 года в Шамони стал бронзовым призёром в комбинации, в Инсбруке (1964) становится чемпионом в этой же дисциплине (медали чемпионата мира разыгрывались в рамках олимпийского турнира), а в 1966 году на первенстве мира в чилийском Портильо выиграл бронзовую медаль. На зимней Олимпиаде в Гренобле (1968) занял пятое место в комбинации. Являлся 15-кратным чемпионом ФРГ в различных горнолыжных дисциплинах.
Был дублером в горнолыжных сценах Джорджа Лезенби в роли Джеймса Бонда в шестой серии бондианы «На секретной службе Её Величества».